# Gymnodinium
Gymnodinium és un gènere de dinoflagelats, de l'ordre dels gimnodinials. Aquest ordre està constituït per individus unicel·lulars lliures, sense teca, amb el flagel longitudinal filiforme i el transversal cintiforme, propis sobretot del plàncton marí. Per tant, són dels dinoflagelats nus, és a dir, sense "armadura" (plaques de cel·lulosa).
Des de l'any 2000, les espècies que formaven part del gènere Gymnodinium s'han dividit en diversos gèneres. La classificació s'ha realitzat basant-se en la naturalesa de la ranura apical i en la bioquímica; en concret, la identitat dels principals carotenoides:
- Gymnodinium sensu stricto
- Akashiwo
- Karenia
- Karlodinium
- Takayama